# Pahkanapil
Pahkanapil (Tübatulabal vlastiti, Bahkanapül), najznačajnija skupina Tübatulabal Indijanaca sa South Fork of Kern River-a u Kaliforniji. Sami sebe oni nazivaju Bahkanapül ili Pahkanapil, a isti naziv obuhvaća i ostale skupine koje govore njihovim jezikom, to su Bankalachi sa zapadnih padina Greenhorn Mountainsa i Palagewan oko ušća South Forka u Kern. Prema E. W. Voegelinu (1938; navodi ga Swantonu), imali su 12 sela u području South Forka, od kojih je jedanaest poznato poimenu, to su: Hahalam, Kolokum (na Fay Creek), Omomíp (dva sela na South Fork of Kern River), Padazhap, Tcebunun, Tushpan, Umubílap, Uupulap, Yítiyamup, Yowolup, i selo nepoznatog imena na South Fork of Kern River.